# Cleora nausori
Cleora nausori är en fjärilsart som beskrevs av Bethune-Baker 1905. Cleora nausori ingår i släktet Cleora och familjen mätare. Inga underarter finns listade i Catalogue of Life.